# Вечерний Николаев
Вечерний Николаев (укр. Вечірній Миколаїв) — російськомовна газета у Миколаєві, яка виходить двічі на тиждень: у вівторок  — до 7 тисяч екземплярів, та у четвер — до 10 тисяч. Зареєстрована як офіційний орган Миколаївської міської ради. З 2018 року — незалежне видання.

## Історія
Перший номер газети «Вечерний Николаев» вийшов 8 вересня 1990 року. Перший головний редактор видання — журналіст Володимир Смирнов.
З 1994 по 2019 роки газету очолював Заслужений журналіст України, поет, перекладач та публіцист Володимир Пучков.
З 2020 року видання очолює Станіслав Козлов.
З 1995 року як додаток до видання виходить дитяча газета «Малек».

## Тематика
Будучи суспільно-політичним виданням, газета розміщує на своїх шпальтах матеріали різноманітної тематики: офіційні оголошення міськради, актуальні події міста, фоторепортажі, проблемні публікації, матеріали з історії рідного краю, життєві історії, матеріали про духовне життя, новини з актуальними коментарями.